# Aspilota dangerfieldi
Aspilota dangerfieldi är en stekelart som beskrevs av Robert A.Wharton 2002. Aspilota dangerfieldi ingår i släktet Aspilota och familjen bracksteklar. Inga underarter finns listade.